# Egy lányról
Az Egy lányról (eredeti címén: An Education) 2009-ben bemutatott brit filmdráma, amit Lone Scherfig rendezett. A forgatókönyvet Lynn Barber regénye alapján Nick Hornby készítette. A főszerepben Carey Mulligan és Peter Sarsgaard. 2009. január 18-án mutatták be a Sundance Filmfesztiválon. Az Egyesült Királyságban 2009. október 30-tól, Magyarországon 2010. április 8-tól vetítették a mozikban.
A produkciót nyolc BAFTA-díjra jelölték, amelyből egyet váltott díjra Carey Mulligan alakításáért. A színésznőt továbbá Golden Globe-, Oscar- és Screen Actors Guild-díjra is jelölték.

## Cselekmény
A 16 éves Jenny a hatvanas évek elején él Londonban él. A külvárosi lányt konzervatív szülei arra biztatják, hogy szerezzen jó jegyeket, hogy később Oxfordban tanulhasson. Egy iskolai koncert próbája után a szakadó esőben a buszmegállóban felveszi őt a bonviván David Goldman. A harmincas évei elején járó David sportkocsijával, egy Bristol 405-össel hazaviszi Jennyt, és ettől kezdve udvarol neki. Vele, valamint barátjával és üzlettársával, Dannyvel és annak barátnőjével, Helennel együtt Jenny először ismerkedik meg a felsőosztálybeli élettel, jazzbárokba és koncertekre, árverésekre és kutyaversenyekre viszik.
A nagy korkülönbség miatt sem gyanakodnak a szülők, mert Davidnek emberismeretével, helyzetérzékével, sármjával és beszédtehetségével mindig sikerül megnyernie a lányt magának és terveinek, így a szülők még azt is megengedik, hogy Jenny egy-egy hétvégét kettesben töltsön vele. Jenny rájön, hogy David és Danny többek között lopásból finanszírozzák életmódjukat, és megpróbál elszakadni Davidtől. A férfinak azonban sikerül meggyőznie Jennyt tettei helyességéről, és visszanyeri őt.
A tizenhetedik születésnapján Davidnek sikerül az a zseniális húzás - ezúttal már Jenny támogatásával -, hogy meghívja a szüleit egy közös párizsi utazásra, és mégis lebeszéli őket az utazásról. Ott tervezik meg az első közös éjszakájukat. Londonba visszatérve David megkéri a lány kezét, amit a lány megbeszél a szüleivel. Jenny apja azonnal beleegyezik, és most már feleslegesnek tartja még lánya oxfordi tanulmányait is, mivel szerinte a lányának jó élete lesz. Jenny jegyességet köt Daviddel, és félbeszakítja iskolai tanulmányait. Az igazgatónővel folytatott beszélgetésben megkérdőjelezi a jó oktatás értelmét, és sarokba szorítja őt David érvelési módjával.
Egy nap azonban David autójában Jenny egy halom levelet talál, amelyet "Mr. és Mrs. Goldmannak" címeznek, és rájön, hogy a férfi már házas. Követeli, hogy David maga ismerje be ezt a szüleinek, és váljon el a feleségétől. David látszólag beleegyezik, de a háznál végül továbbhajt, és soha többet nem látják. Jenny felkeresi Dávid feleségét, akitől megtudja, hogy a férfinak már többször voltak szeretői előtte. Jenny felháborodottan utasítja vissza apja kísérletét, hogy tisztázza számára a dolgot. Elhatározza, hogy bepótolja az utolsó tanévet, és felkeresi régi iskolája igazgatónőjét, aki azonban elutasítja Jenny kérését. Jenny ekkor egykori angoltanárához fordul, aki szívesen segít neki a pótlásban. A lány végül felvételt nyer Oxfordba, hogy irodalmat tanuljon, és elhatározza, hogy vele egykorú férfiakkal fog ismerkedni ezentúl.

## Szereplők
| Szerep        | Színész               | Magyar hangja      |
| ------------- | --------------------- | ------------------ |
| Jenny         | Carey Mulligan        | Bogdányi Titanilla |
| David Goldman | Peter Sarsgaard       | Czvetkó Sándor     |
| Jack          | Alfred Molina         | Barbinek Péter     |
| Marjorie      | Cara Seymour          | Kiss Erika         |
| Danny         | Dominic Cooper        | Tokaji Csaba       |
| Helen         | Rosamund Pike         | Törtei Tünde       |
| Miss Stubbs   | Olivia Williams       | Bertalan Ágnes     |
| igazgatónő    | Emma Thompson         | Kovács Nóra        |
| Tina          | Ellie Kendrick        | Czető Zsanett      |
| Hattie        | Amanda Fairbank-Hynes | Molnár Ilona       |
| Graham        | Matthew Beard         | Baráth István      |
| Sarah Goldman | Sally Hawkins         | Csonka Anikó       |

## Fogadtatása
A film nagyon jó visszhangot váltott ki a filmkritikusoktól. A Rotten Tomatoeson 93%-os minősítést kapott 197 értékelés alapján, az összefoglaló szerint: „Bár a film utóbbi része nem biztos, hogy mindenkinek tetszeni fog, az Egy lányról egy bájos, felnőtté válásról szóló történet, amelyet a viszonylag újonc Carey Mulligan kiemelkedő alakításának ereje hajt.” Ann Hornaday a Washington Posttól azt írta: „Káprázatos kis film, amely megtévesztő visszafogottsággal és őszinteséggel tárja elénk a felkavarodó, ellentmondásos érzelmek világát.” Peter Bradshaw a Guardiantől azt írta: „Szomorú, fájdalmas vígjáték, Mulligan kedves alakítása pedig nagyon élvezetessé teszi a filmet.” Roger Ebert a következőt írta: „[Mulligan] ragyogóvá teszi a szerepet, amikor szomorú vagy kínos is lehetett volna. Olyan könnyedség és kecsesség van benne, hogy az ember biztos benne, hogy egy sztár születésének vált a részesévé.”
A MetaCritic 85 pontot adott a 100-ból 34 értékelés alapján. James Greenberg a The Hollywood Reportertől azt írta: „A remek szereposztás, Nick Hornby első osztályú forgatókönyve és Lone Scherfig feszes rendezése révén a film okos, megható, de nem megközelíthetetlen belépő a felnőtté válás kánonjába.” Dan Jolin az Empire-től azt írta: „Egy tisztességes, de nem figyelemre méltó film egy nagy, felejthetetlen központi alakítással. Carey Mulligan első osztályú kitüntetéssel átmegy a vizsgán.” Joe Neumaier a Daily Newstól azt írta: „Nézd Mulligan arcát, ahogy a fáradtságtól az ébredésig eljut, és lásd, ahogy minden összeáll.”
Az Egy lányról nyereséges volt. A Box Office Mojo szerint a 7,5 millió dolláros költségvetésre 26 millió dollár bevétel folyt be.

## Fontosabb díjak és jelölések
| Esemény                      | Díj                     | Kategória                                   | Eredmény |
| ---------------------------- | ----------------------- | ------------------------------------------- | -------- |
| 63. BAFTA-gála               | BAFTA-díj               | BAFTA-díj a legjobb filmnek                 | Jelölve  |
| 63. BAFTA-gála               | BAFTA-díj               | Kiemelkedő brit film                        | Jelölve  |
| 63. BAFTA-gála               | BAFTA-díj               | Legjobb rendező                             | Jelölve  |
| 63. BAFTA-gála               | BAFTA-díj               | Legjobb adaptált forgatókönyv               | Jelölve  |
| 63. BAFTA-gála               | BAFTA-díj               | Legjobb női főszereplő: Carey Mulligan      | Elnyerte |
| 63. BAFTA-gála               | BAFTA-díj               | Legjobb férfi mellékszereplő: Alfred Molina | Jelölve  |
| 63. BAFTA-gála               | BAFTA-díj               | Legjobb jelmeztervezés                      | Jelölve  |
| 63. BAFTA-gála               | BAFTA-díj               | Legjobb smink                               | Jelölve  |
| 67. Golden Globe-gála        | Golden Globe-díj        | Legjobb női főszereplő (filmdráma)          | Jelölve  |
| 82. Oscar-gála               | Oscar-díj               | Legjobb film                                | Jelölve  |
| 82. Oscar-gála               | Oscar-díj               | Legjobb női főszereplő: Carey Mulligan      | Jelölve  |
| 82. Oscar-gála               | Oscar-díj               | Legjobb adaptált forgatókönyv               | Jelölve  |
| 16. Screen Actors Guild-gála | Screen Actors Guild-díj | Legjobb női főszereplő                      | Jelölve  |
| 16. Screen Actors Guild-gála | Screen Actors Guild-díj | Legjobb szereplőgárda (mozifilm)            | Jelölve  |